# Henry Maier Festival Park

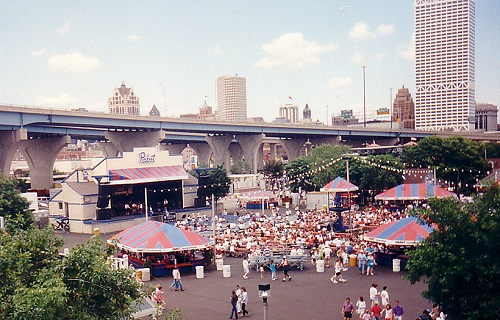
Das Summerfest im Jahr 1994

Der Henry Maier Festival Park (auch bekannt Henry Maier Festival Grounds und Summerfest Grounds) ist ein Festival-Park in Milwaukee, Wisconsin. Der Park wurde nach Henry Maier (1918–1994), Milwaukees längst-amtierender Bürgermeister, benannt.

## Geschichte
Der Park existiert seit 1927, in dem ab 1968 auch das Milwaukee Summerfest stattfindet. Das Festival wurde auf 35 Bereiche des Areals verteilt und hatte großen Erfolg. Im Jahr 1969 fiel das Festival jedoch aufgrund von schlechten Wetterbedingungen aus. Ein weiterer Publicity-Schub kam durch die Eröffnung des Marcus Amphitheater. Weitere Veranstaltungen, die in dem Park durchgeführt werden, sind das African World Festival, das Arab World Fest, A sian Moon Festival, Festa Italiana, German Fest, Indian Summer Festival, Irish Fest, Labor Fest, Mexican Fiesta, Polish Fest sowie das PrideFestt.